# Cephalochrysa similis
Cephalochrysa similis är en tvåvingeart som först beskrevs av James 1936.  Cephalochrysa similis ingår i släktet Cephalochrysa och familjen vapenflugor. Inga underarter finns listade i Catalogue of Life.